# Черёмуховка (сельское поселение)
Черёмуховка — административно-территориальная единица (административная территория село Черёмуховка с подчинённой ему территорией) и муниципальное образование (сельское поселение с полным официальным наименованием муниципальное образование сельского поселения «Черёмуховка») в составе Прилузского района Республики Коми Российской Федерации.
Административный центр — село Черёмуховка.

## История
Статус и границы административной территории установлены Законом Республики Коми от 6 марта 2006 года № 13-РЗ «Об административно-территориальном устройстве Республики Коми».
Статус и границы сельского поселения установлены Законом Республики Коми от 5 марта 2005 года № 11-РЗ «О территориальной организации местного самоуправления в Республике Коми».

## Население
| 2010  | 2011  | 2012  | 2013  | 2014  | 2015  | 2016  |
| ----- | ----- | ----- | ----- | ----- | ----- | ----- |
| 1362  | ↘1353 | ↘1297 | ↘1247 | ↘1222 | ↘1173 | ↘1117 |
| 2017  | 2018  | 2019  | 2020  | 2021  |       |       |
| ↘1081 | ↘1025 | ↘988  | ↘973  | ↗1010 |       |       |

## Состав
Состав административной территории и сельского поселения:
| № | Населённый пункт | Тип населённого пункта       | Население |
| - | ---------------- | ---------------------------- | --------- |
| 1 | Крысовка         | деревня                      | 1         |
| 2 | Пожемаяг         | посёлок                      | 299       |
| 3 | Черёмуховка      | село, административный центр | 1062      |